# Glave
Koordinaten: 53° 36′ N, 12° 18′ O
Glave ist ein Ortsteil der Gemeinde Dobbin-Linstow im Landkreis Rostock in Mecklenburg-Vorpommern.

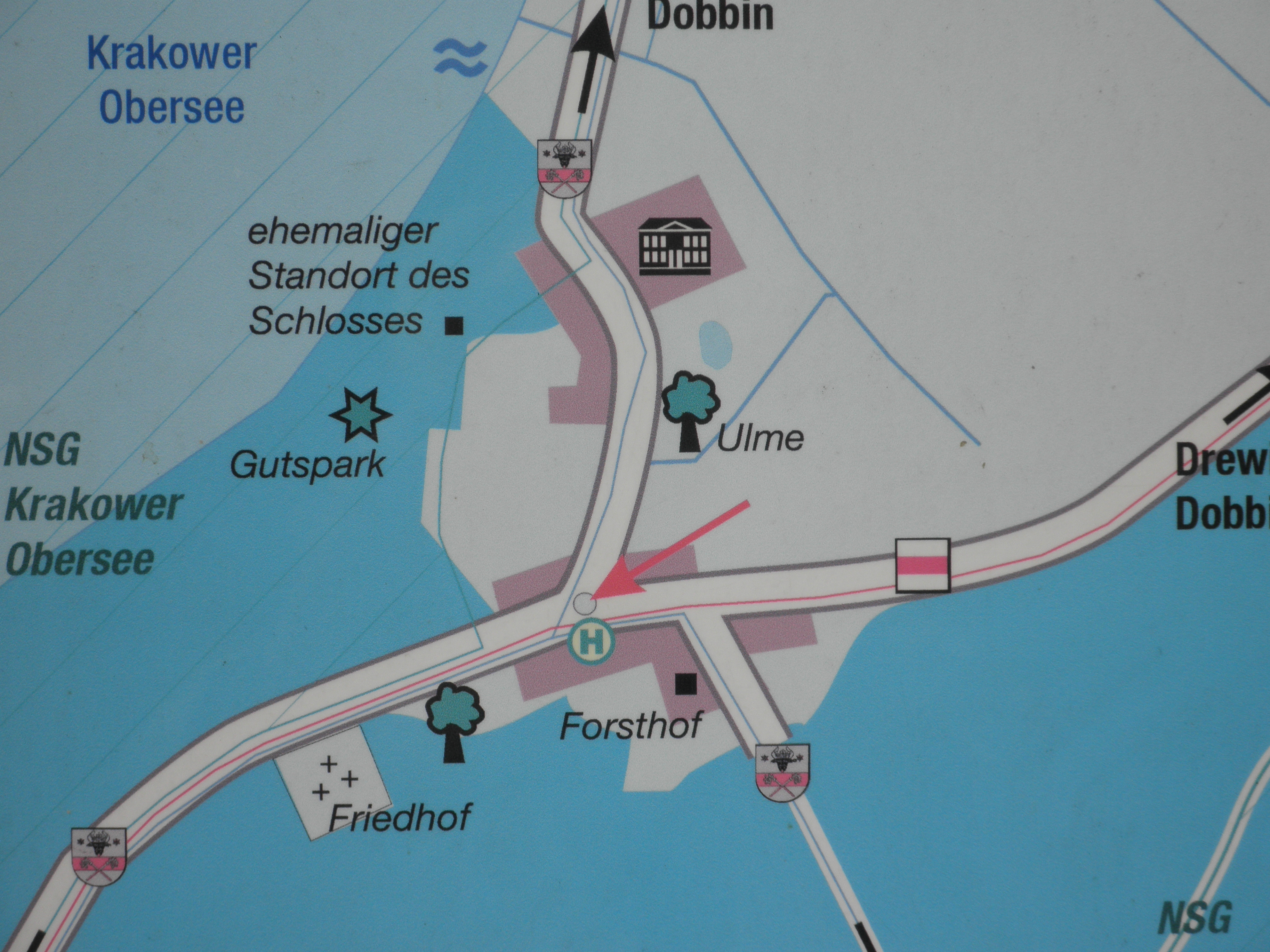
Ortsplan von Glave (2012)

## Geografie

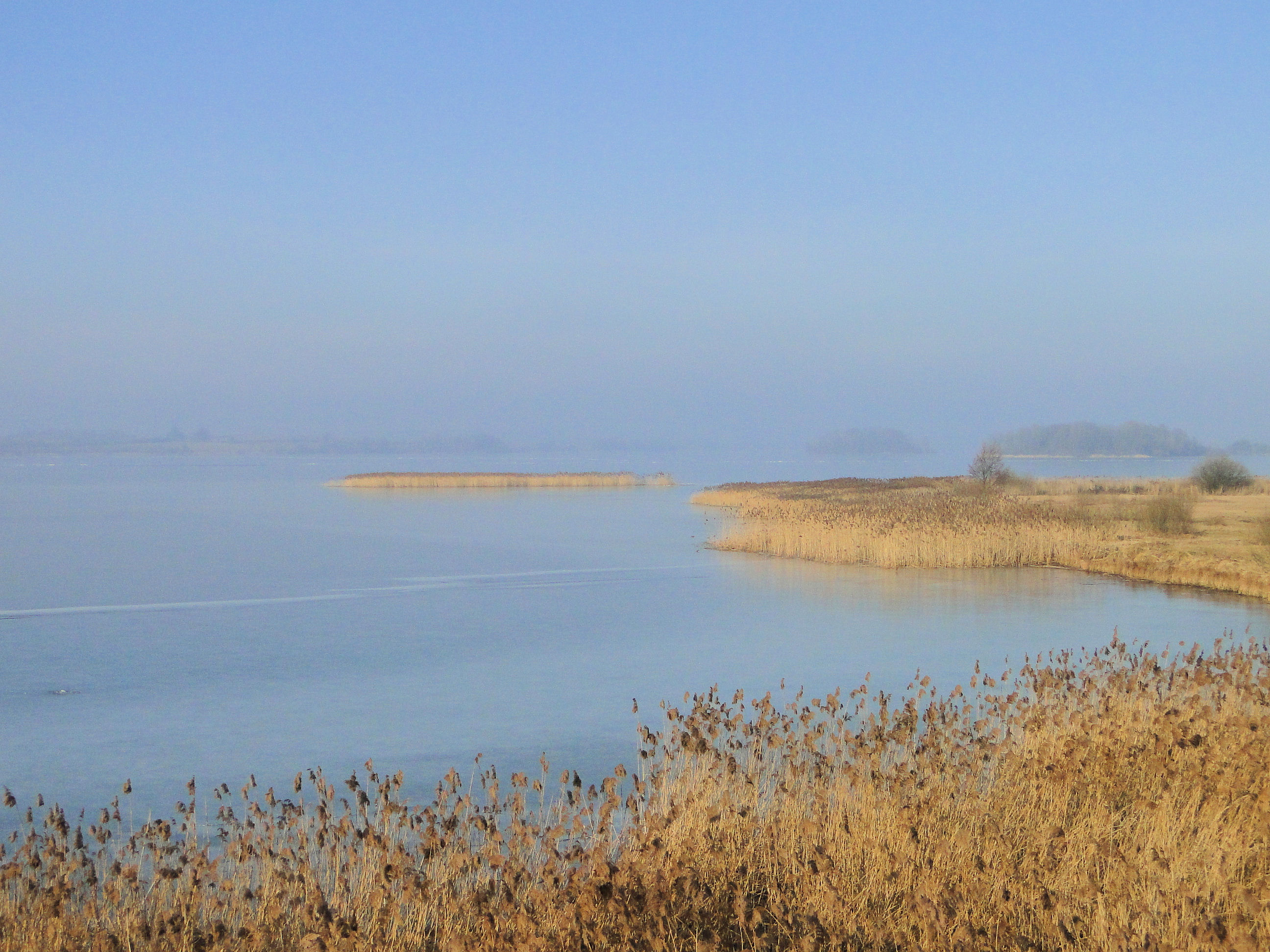
Krakower Obersee und Glaver Koppeln (2011)

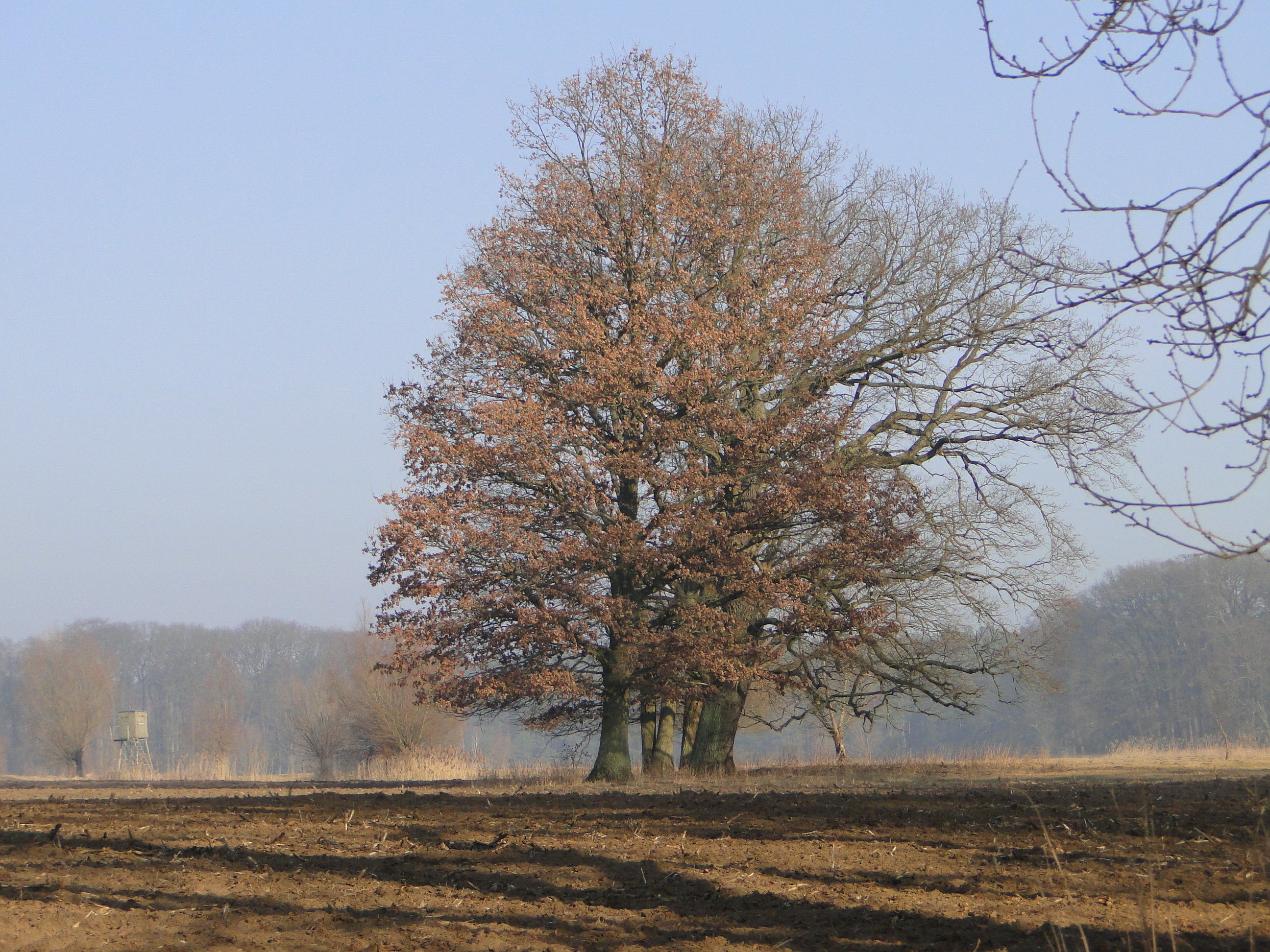
Als Naturdenkmal registrierte Eichen bei Glave (2011)

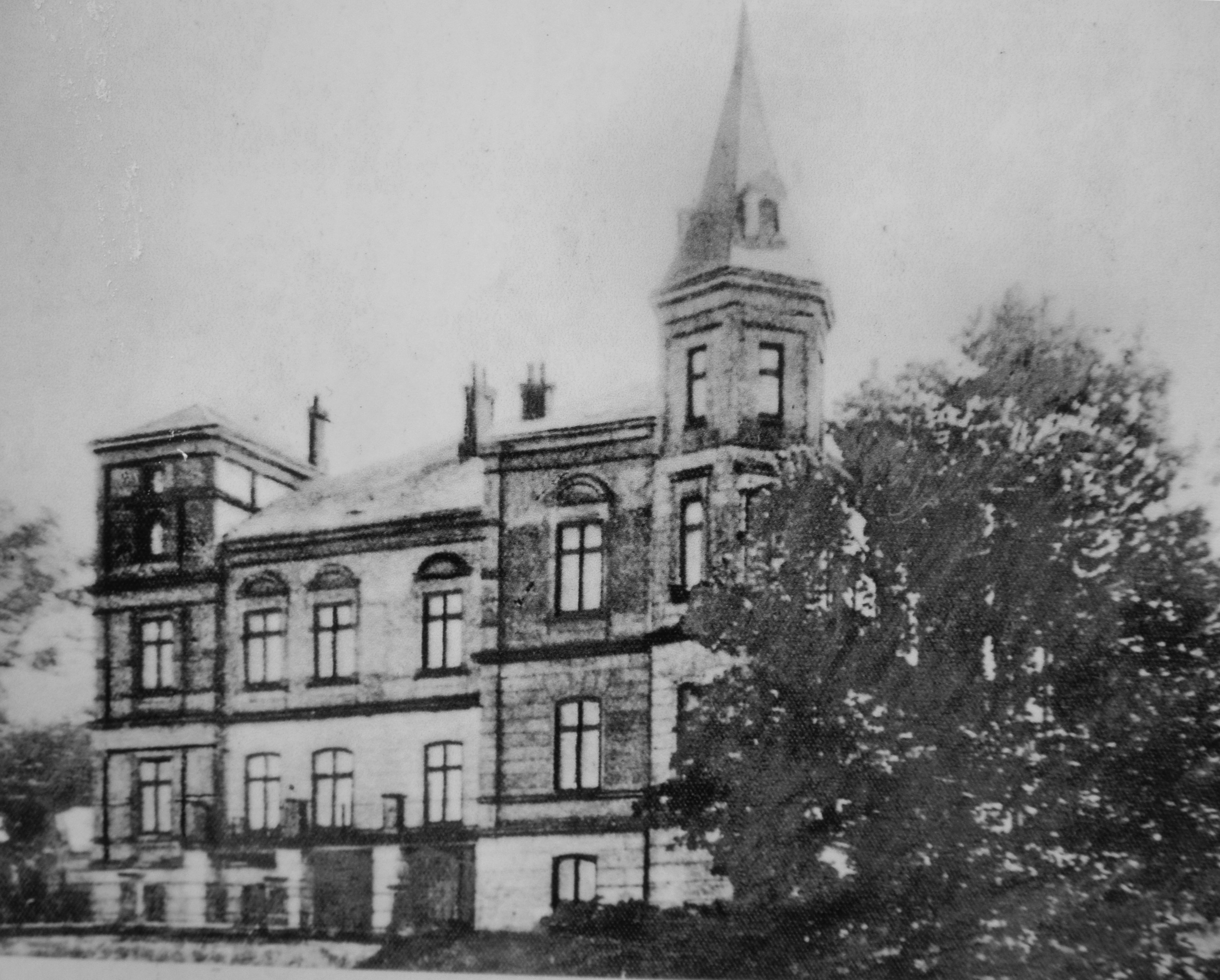
Früheres Schloss in Glave, zerstört 1945 (2012)

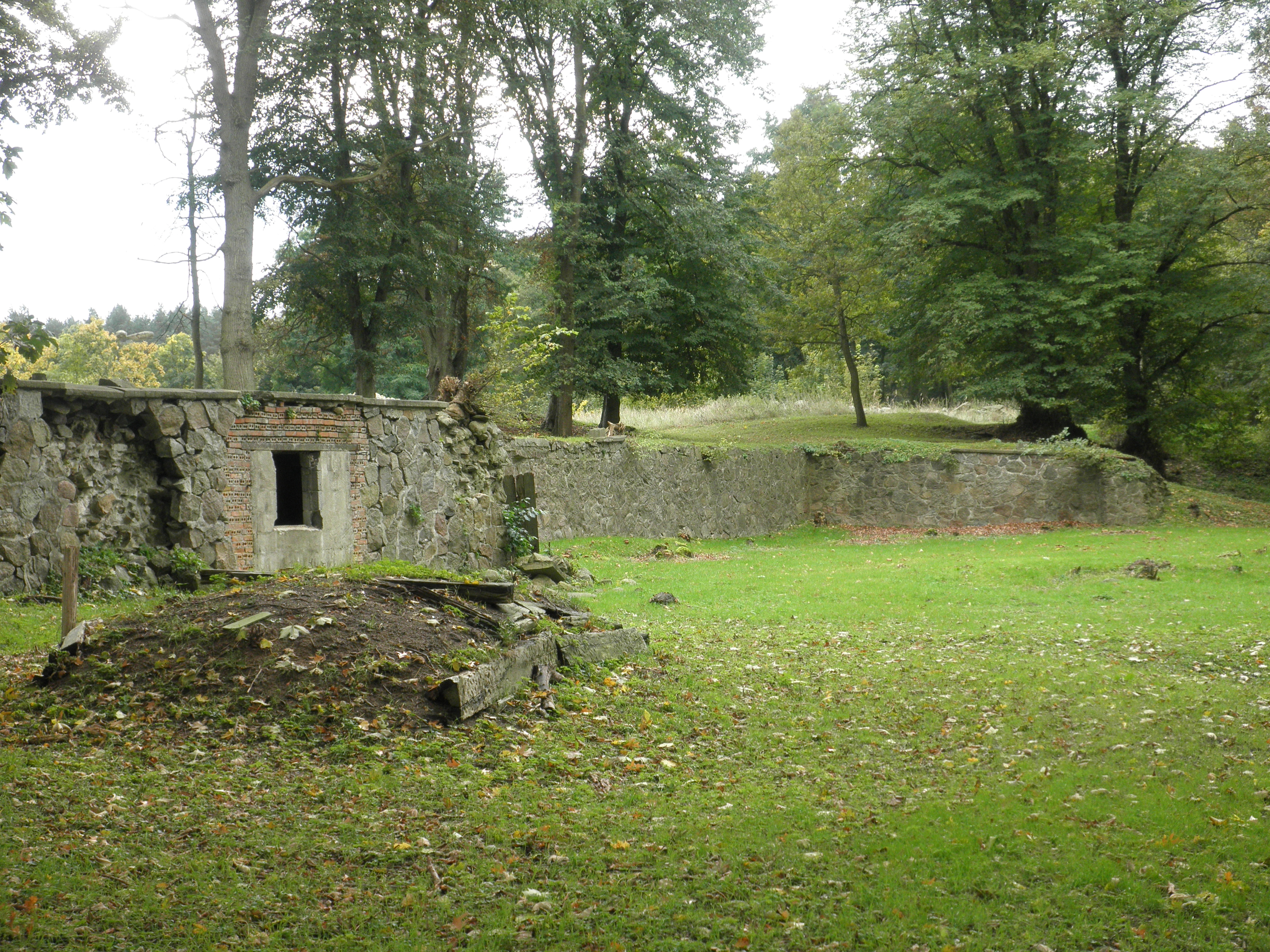
Schlossfundament in Glave (2012)

Glave liegt am südöstlichen Rand des Krakower Obersees im Naturpark Nossentiner/Schwinzer Heide, etwa 6,5 Kilometer südöstlich von Krakow am See. Der Krakower Obersee wurde schon 1939 als Naturschutzgebiet Vogelfreistätte Krakower Obersee unter Naturschutz gestellt. Der See und die angrenzenden Wald-, Moor- und Wiesenflächen bieten neben Brut- und Rastgebieten auch Lebensräume für die zahlreichen Wasser- und Möwenvögel.

## Geschichte

### Dorf und Gut
Der Name ist slawischen Ursprungs und kann mit Haupt/Schulter (altslawisch glava) gedeutet werden. Demnach würde Glave für am Haupt des Sees gelegen oder auch die Siedlung am Hügel oder Berg stehen.
Glave wurde 1373 erstmals urkundlich genannt. Schon 1429 verkaufte der Knappe Hermann Hagenow das gesamte Erbe und Gut im wüst gelegenen Dorf Glave an den Propst Hinrich Voss und die Priorin Abele Grabowen vom Kloster Dobbertin für 509 Lübische Mark. Ausgenommen waren sechs Hufen Land. 1456 verkauften die Brüder Joachim und Gert Linstow zu Alt-Gaarz dem Propst Nicolaus Beringer, der Priorin Ermegard Oldenborg und dem Konvent des Klosters Dobbertin ein Viertel des Dorfes Glave nebst eineinhalb Hufen in dem wüsten Felde Gültz. 1560 gab es einen Vergleich wegen zweier Hufen auf dem Glaver Feld. Von 1574 bis 1604 verhandelte das Klosteramt mit Paschen von Oldenburg, der die Verpachtung des Gutes forderte. 1583 verständigte sich das Klosteramt mit den von Linstow zu Lütgendorf wegen des Ellernmoores und zweier Seen auf der Glaver Feldmark.
Im Visitationsprotokoll von 1584 ist in Glave noch eine Filialkapelle der Krakower Kirche erwähnt, in der alle Quartale einmal gepredigt wurde. Im Dreißigjährigen Krieg zerstört, ist die Ruine noch 1751 genannt worden. Doch keiner wollte sich am Wiederaufbau der Kapelle beteiligen, die von Oldenburg als Kirchenpatrone behaupteten, es sei Sache der Mutterkirche. Die Reste der Ruine verschwanden mit der Zeit, doch Gottesdienste wurden nach wie vor observanzmässig in Glave abgehalten.
1556 klagten die von Barold aus Dobbin gegen das Kloster Dobbertin wegen der Hufen auf dem Glaver Felde und 1600 gab es zwischen Levin Linstow aus Alt-Gaarz und dem Klosteramt wegen zwei aus Glave verkaufter Bauern einen Konsens, der sich nach den Glaver Gutsakten noch bis 1616 hinzog. 1616 wurde durch Levin Linstow das gesamte Gut mit der Feldmark Gültke pfandweise für 25 Jahre dem Kloster Dobbertin überlassen. 1635 erwarb die Familie von Oldenburg das Gut als Pfandbesitz. Die Verhandlungen der Schulden Jürgen von Oldenburgs gegenüber dem Klosteramt zogen sich bis 1675 hin. Nach dem Beichtkinderverzeichnis von 1704 waren auf dem Gut bei Paschen von Oldenburg neben zwei Knechten und zwei Dreschern noch ein Krüger, der noch 1830 erwähnt wurde, und ein Schäfer sowie eine Kuhhirtin beschäftigt. Neben dem Hof gab es in Glave drei weitere Bauernstellen und eine wüste Bauernstelle.
Auch mit dem Kloster Malchow gab es 1760 gemeinsame Grenzbesichtigungen und Regulierungen nahe dem Glaver Gut. Noch 1833 kam es zu Grenzerneuerungen, die mit dem Setzen von Zaunpfählen endeten. Eine Klage des Glaver Jägers Prinz gegen den Bossower Teerschweler Stahl wegen enormer Schulden zog sich fast acht Jahre hin. Auch nahe der Kreuzung von Krakower zur Alten Warener Landstraße soll ein Teerofen gestanden haben. Das Gut blieb bis 1881 im Besitz der Familie von Oldenburg. Noch 1897 wurde durch den Krakower Pfarrer Grohmann einmal jährlich im Schulhaus Gottesdienst gehalten. Für die Hin- und Rückreise nach Krakow hatte der Pfarrer selbst zu sorgen.
Die Feldmark Glave mit ihren Flächen von 1218,9 Hektar Land reichte 1938 noch im Norden bis an die Grenzen des Gutes Dobbin, im Osten bis an das Forstamt Malchow, im Süden bis an die Grenzen von Alt Schwerin und Karow und im Westen bis an den Glaver-Karower Landweg. Ende 1932 soll das Gut auch Max Schmeling und seinen Freunden zur Verpachtung angeboten worden sein. 1937 wurden 70 Einwohner im Dorf gezählt.
Mit der entschädigungslosen Enteignung des landwirtschaftlichen Großgrundbesitzes nach dem Zweiten Weltkrieg wurde Glave teilweise aufgesiedelt. 1953 war Glave eine Außenstelle des Volkseigenen Gutes (VEG) Groß Grabow und der Ort noch ohne elektrisches Licht. Später fielen Teile an das VEG Tierzucht Laage.
Der Gutshof bestand bis Ende des 18. Jahrhunderts neben dem Gutshaus aus einem Pferdestall, einer Scheune und zwei Wirtschaftsgebäuden. Von den Gebäuden stehen heute nur noch das Gutshaus, der ungenutzte Stall mit der Scheune und der zu Wohnungen ausgebaute ehemalige Pferdestall.

### Besitzer des Guts
- 1456 von Linstow aus Alt-Gaarz
- 1570 Hans von Barold auf Dobbin
- 1574 Paschen von Oldenburg
- 1616 Kloster Dobbertin
- 1635 Jürgen von Oldenburg
- 1704 Paschen von Oldenburg
- 1775 Christoph von Oldenburg
- 1792 Adam von Oldenburg
- 1881 Victor von Laffert

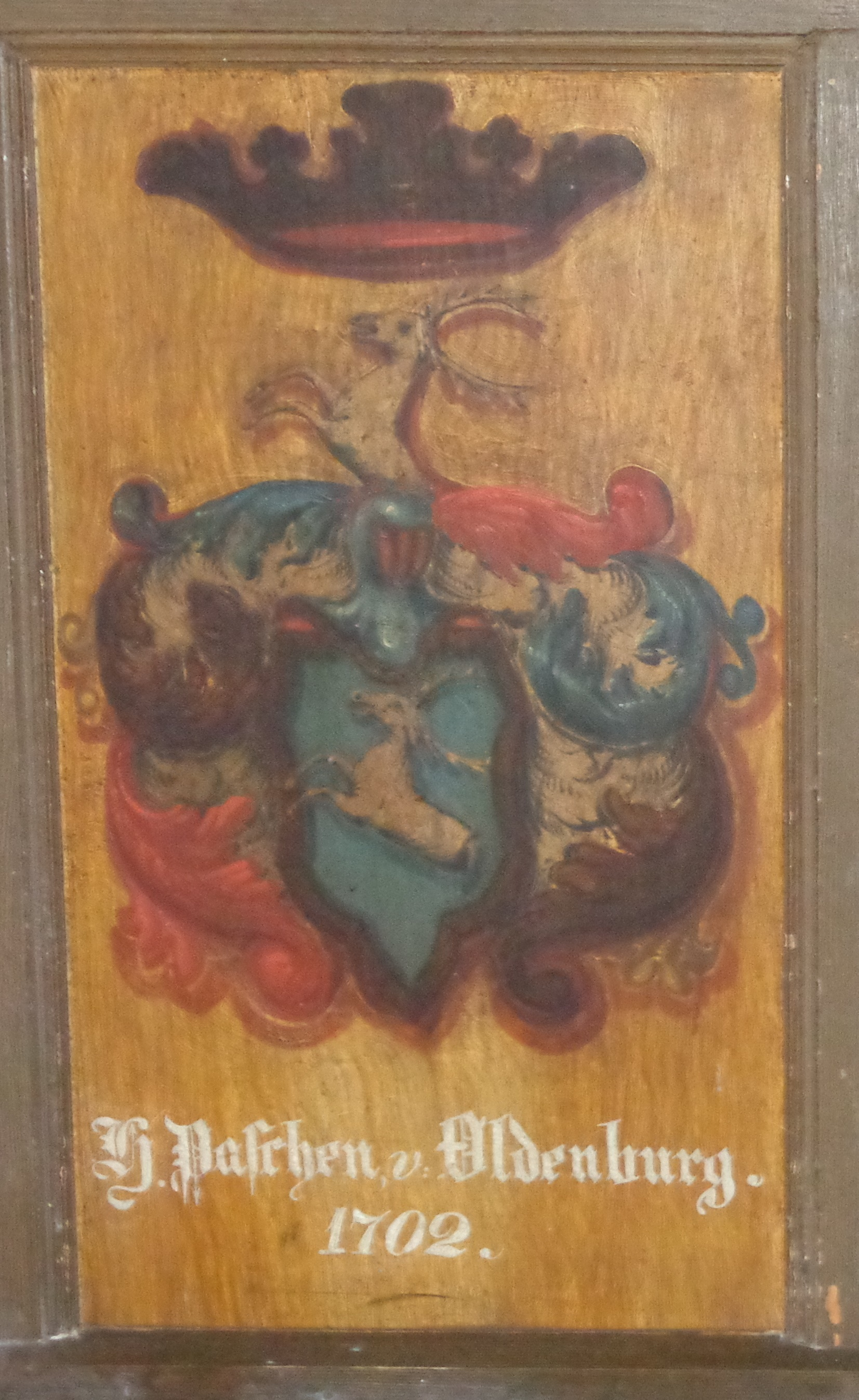
Wappen Paschen v. Oldenburgs in der Dobbiner Kirche

- 1887 Theobald von Böhl, Landrat zu Güstrow
- 1923 Alex Wenck, Wilhelm Born aus Laschendorf
- 1924 Theobald von Böhl, war auch Schulze
- 1926 Wilhelm Born, Wilhelm Holz, Heinrich Puls, Ernst Mussfeld.[10]
- 1938 Henri Deterding, Gut Dobbin mit Privatförster Otto Plettner übernommen, Pachtvertrag erst 1940.
- 1942 Ernst August von Blücher, auf Gut Kuppentin.[11] Domänenpächter Bliemann aus Klein Wangelin pachtet 500 Hektar landwirtschaftliche Fläche auf zwei Jahre.
- 1960 VEG Tierzucht Laage
- 1994 Michael Altenburg
- 2005 Kurt Wilhelm Leimer

### Münzfund
Bemerkenswert ist der 1963 im ehemaligen Glaver Pfarracker gemachte Fund von Talern und Golddukaten aus der Zeit unmittelbar vor der Vertreibung von Wallensteins Soldaten durch die Schweden im Dreißigjährigen Krieg.
Beim Drillen eines Ackerstückes am Südende des Krakower Sees fanden Gutsarbeiter 37 Silbertaler. Einen Hamburger Taler von 1621 übergaben sie dem Sohn des Bodendenkmalpflegers mit der Bemerkung: „Dein Alter kraucht hier immer über den Acker, wir wollen ihm dafür auch einmal eine Münze geben, vielleicht freut er sich darüber.“ Die weiteren Münzen hatten sich die Finder untereinander geteilt.
Die Finder übergaben ihre Fundstücke später für 6 Mark der DDR je Stück an das Güstrower Museum. Bei sofortigen Nachgrabungen fand man weitere 167 Taler und 2 Golddukaten. Am nächsten Tag fanden Kinder mit Kartoffelkratzern noch 22 Münzen. Der gesamte Münzfund besteht aus 241 Talerstücken, davon drei halbe Taler und zwei Golddukaten. Er befindet sich im Museum in Güstrow.
Die Prägejahre der Münzen umfassen den Zeitraum von 1546 bis 1629. Die Münzen stammen aus Hamburg, Lübeck, Lüneburg, Braunschweig, Frankfurt a. M., Nürnberg, aus Kursachsen, dem Mansfelder Land und aus Holland. Ein recht seltenes Stück ist ein von Wallenstein 1629 in Gitschin geschlagener Taler.

### Verwaltungszugehörigkeit
Die ehemals eigenständige Gemeinde Glave wurde am 1. Juli 1950 nach Dobbin eingemeindet. Die Gemeinde Dobbin ging am 1. Januar 2000 in der neu gebildeten Gemeinde Dobbin-Linstow auf.

## Sehenswürdigkeiten

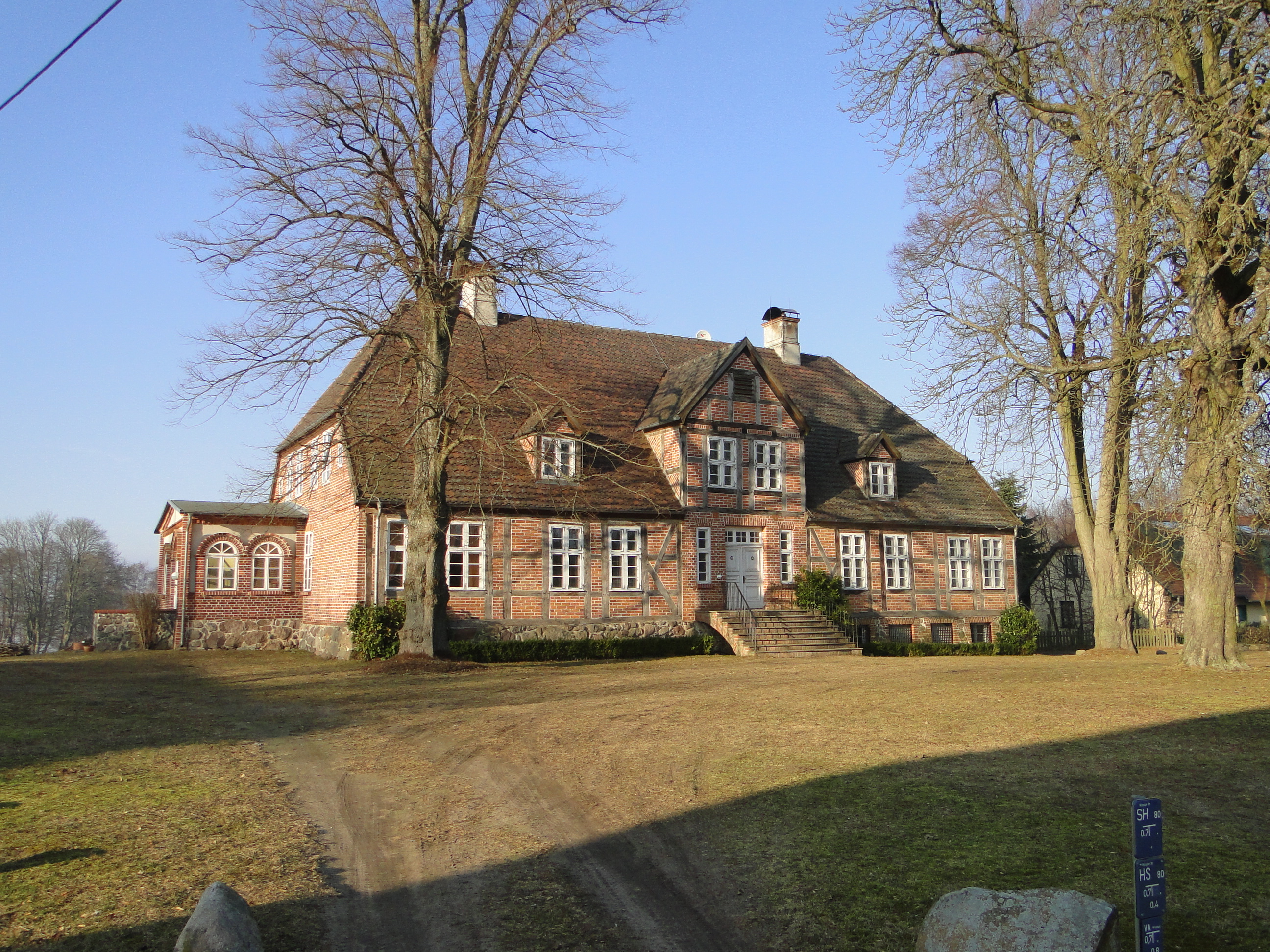
Gutshaus Glave (2011)

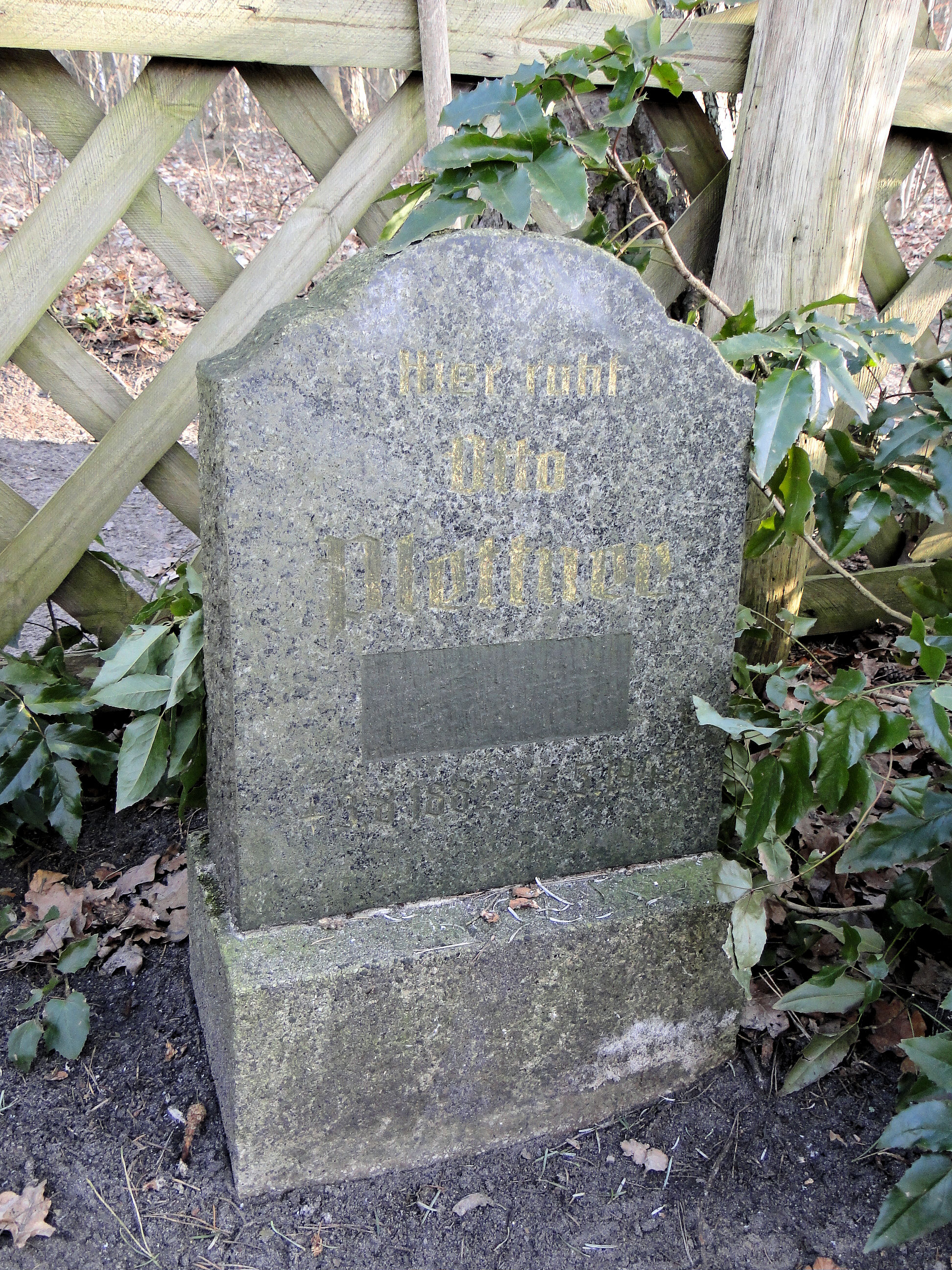
Grab des im Mai 1945 erschossenen Försters Otto Plettner (2011)

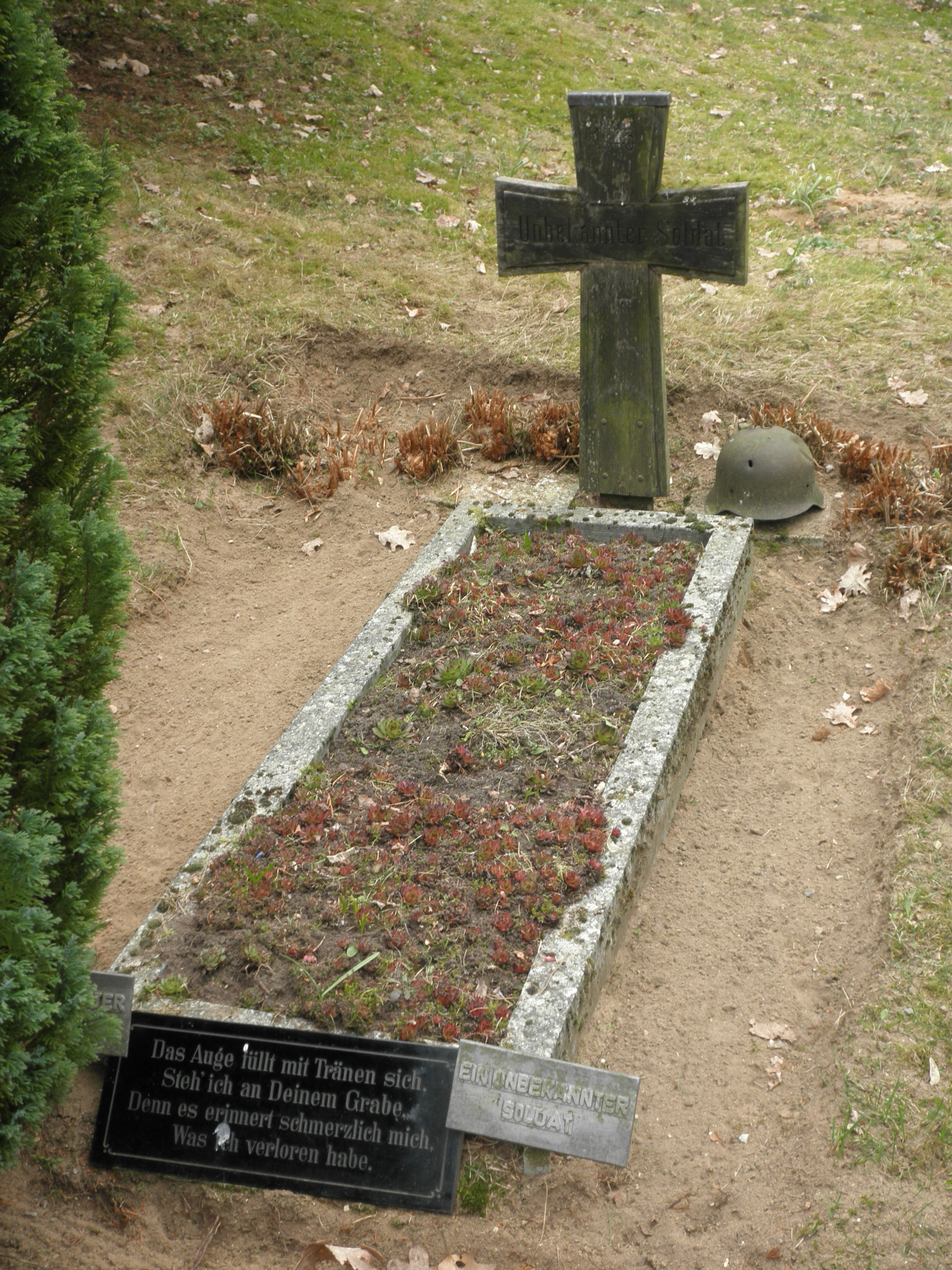
Grab eines unbekannten Wehrmachts-Soldaten von 1945 (2010)

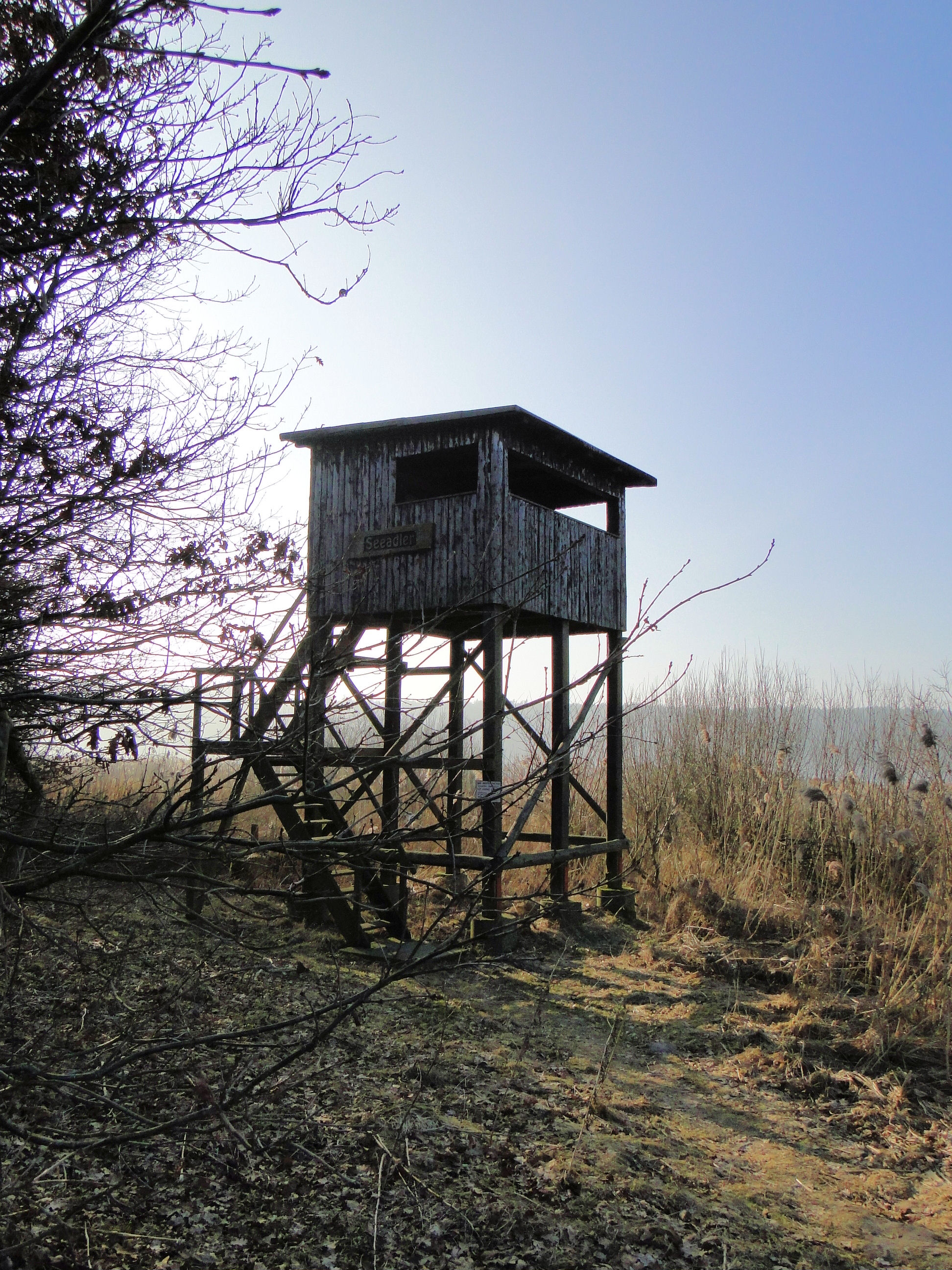
Beobachtungsturm "Seeadler" in den Glaver Koppeln (2011)

### Gutshaus und Park
Das jetzige Gutshaus steht auf dem Kellergeschoss eines älteren Gebäudes aus Zeiten vor dem Dreißigjährigen Krieg. Das eingeschossige Fachwerkgebäude hat eine gegliederte Fassade mit einem Mittelrisaliten und einem Krüppelwalmdach. Um 1830 klassizistisch restauriert, wurden nach 1900 an der Westseite ein Vorbau und an der Südseite ein Treppenaufgang angefügt. Im Park nahe dem Seeufer wurde um 1900 unter Theodor von Böhl noch ein Herrenhaus als Schloss aus weißem Sandstein im Neorenaissancestil gebaut. Durch Brandstiftung 1945 zerstört, hat man es bis auf die Grundmauern aus Findlingsmauerwerk abgetragen. Das verbliebene Gutshaus erhielt ab 1994 eine umfassende Restaurierung.
Der angrenzende, fünf Hektar große Park ist um 1850 angelegt worden. Neben Sumpfeichen, Spitzahorn, Rotbuchen, Robinien und Rosskastanien befinden sich dort weitere dendrologische Besonderheiten, wie die Gelbkiefer, ein Tulpenbaum und eine Kaukasische Flügelnuss. Im Dorf gibt es neben einer Flatterulme noch eine sehenswerte, kräftige Stieleiche an dem Weg nach Dobbin. Der Park ist Bestandteil des Naturschutzgebietes Krakower Obersee. Er wurde zur Zeit von SBZ und DDR kaum gepflegt.
Am Glaver Waldrand, nahe dem Jabelberg, steht ein Erinnerungsstein für Otto Plettner, den Privatförster des ehemaligen Pächters Henri Deterding. Er wurde dort am 5. Mai 1945 von Angehörigen der Roten Armee erschossen, weil er eine Waffe versteckt haben soll.

### Gebäude im Dorf
Trotz Abriss einiger Gebäude des Gutshofes ist die Zweigliedrigkeit des Dorfes noch gut zu erkennen. Die bewohnten vier zweihischigen Katen der Land- und Waldarbeiter stehen südlich des ehemaligen Gutshofes. Ein zweihischiger Katen bestand aus zwei Wohnungen, mit je einem Wohn- und Schlafraum sowie einer kleinen Küche.
Südlich der Dorfkaten befindet sich das neue Waldgut.

### Rastplatz
An der Landstraße in Richtung Glave weist ein Schild auf den Weg zur Beobachtungskanzel Seeadler in den Glaver Koppeln hin. Von dort hat man einen Überblick über die Wasserflächen des Krakower Obersees.

## Denkmale

### Baudenkmal
Das Gutshaus und die vier Forstarbeiterhäuser stehen unter Denkmalschutz.

### Naturdenkmale
Seit 1984 ist das Flachmoor auf der Glaver Koppel am südlichen Krakower Obersee als Flächennaturdenkmal ausgewiesen.
Als Naturdenkmäler wurden 1987 in der Dorfmitte die Flatterulme und am Waldrand nahe dem Jabelberg in Richtung Dobbin vier Stieleichen (Quercus robur) eingestuft.

## Verkehr

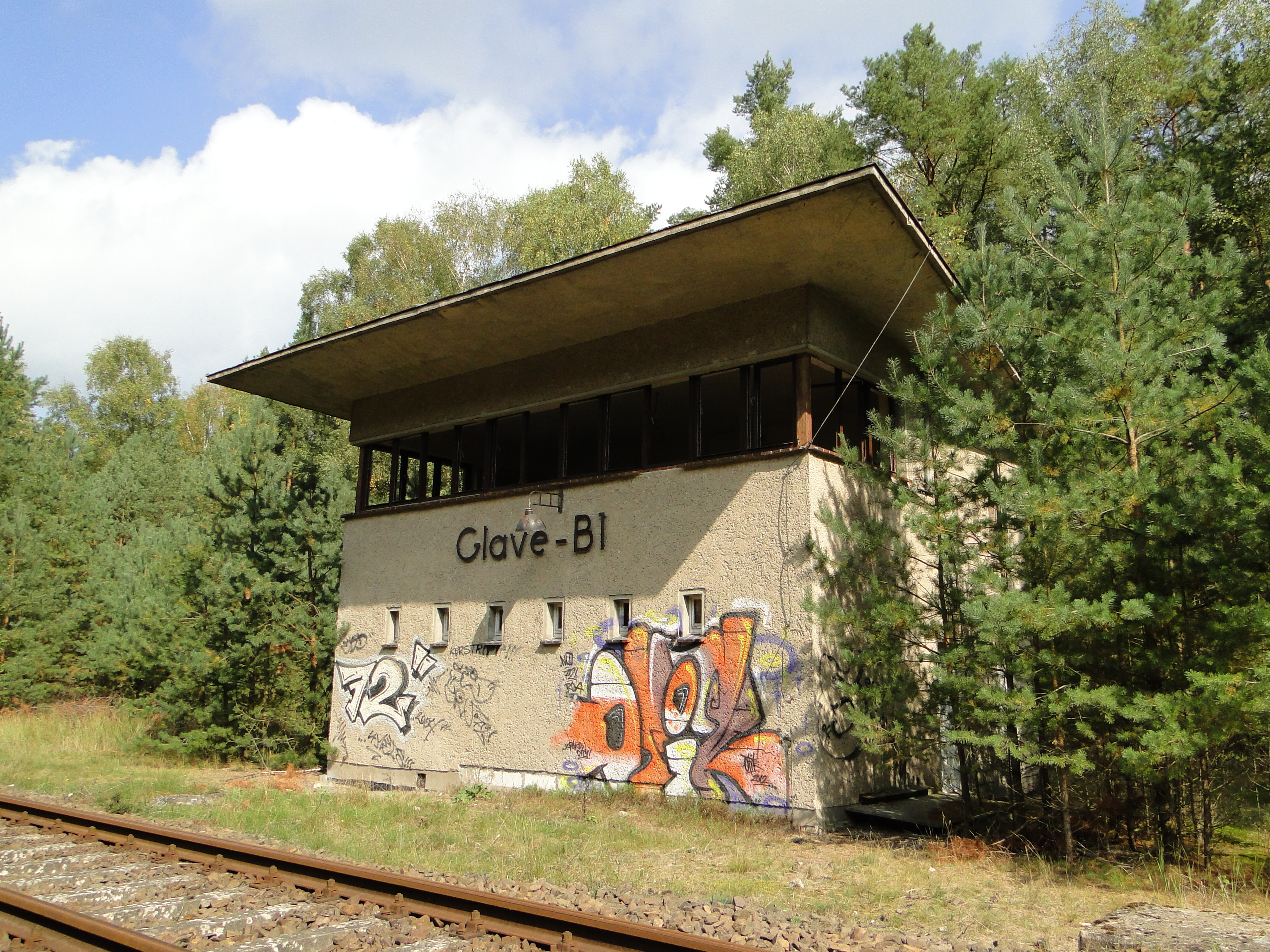
Ehemaliges Stellwerk B1 (2014)

Glave liegt 2 km östlich der Bundesstraße 103. Ein befestigter Verbindungsweg führt weiter nach Dobbin. Anschluss zur Bundesautobahn 19 besteht in Linstow.
Westlich des Ortes befand sich an der (stillgelegten) Bahnstrecke Güstrow–Meyenburg eine von der Nationalen Volksarmee genutzte Laderampe. Der in den 1960er Jahren erbaute und rein militärisch genutzte Bahnhof Glave war 1993–1995 nur noch eine Ausweichanschlussstelle. 2014 waren neben der Ruine des Stellwerks B1 und der Rampe noch ausgebaute Weichen und das bewachsene Schotterbett eines abgebauten Nebengleises zu erkennen.

### Gedruckte Quellen
- Mecklenburgisches Urkundenbuch (MUB)

### Ungedruckte Quellen
Landeshauptarchiv Schwerin (LHAS)
- LHAS 1.5-4/3 Urkunden Kloster Dobbertin
- LHAS 3.2-3/1 Landeskloster/Kloster Dobbertin
- LHAS 3.2-4 Ritterschaftliche Brandversicherung
- LHAS 5.11-2 Landtagsverhandlungen, Landtagsversammlungen, Landtagsprotokolle und Landtagsausschuß
- LHAS 5.12-4/2 Mecklenburgisches Ministerium für Landwirtschaft, Domänen und Forsten, Abt. Siedlungsamt

## Karten
- Direktorial-Vermessungskarte Von dem Hochadelichen Dobertinschen Klosteramts. 1759
- Topographisch oekonomisch und militaerische Charte des Hertzogthums Mecklenburg-Schwerin und des Fürstenthum Ratzeburg. 1788, Klosteramt Dobbertin mit Sandpropsteien vom Grafen Schmettau.
- Bertram Christian von Hoinckhusen: Mecklenburg Atlas mit Beschreibung der Aemter, um 1700, Blatt 61 Beschreibung des Klosteramts Dobbertin.
- Wiebekingsche Karte von Mecklenburg 1786.
- Offizielle Rad- und Wanderkarte Naturpark Nossentiner/Schwinzer Heide 2010.